# Daryl Braithwaite
Daryl Braithwaite (11 de enero de 1949) es un cantante australiano. Fue el cantante de la banda Sherbet (1970–1984) regresando en varias oportunidades con motivo de ocasionales reuniones de los músicos originales. Braithwaite también adelantó una carrera como solista, colocando 15 sencillos en el Top 40 de éxitos en su país natal, incluyendo dos número uno: "You're My World" (1974) y "The Horses" (1991). Su segundo álbum de estudio, Edge (noviembre de 1988), se ubicó en la cima de la lista ARIA Albums Chart.

## Discografía

### Solista
- Out on the Fringe (1979)
- Edge (1988) AUS #1
- Rise (1990) AUS #3
- Taste the Salt (1993) AUS #13
- Snapshot (2005)
- Forever the Tourist (2013) AUS #47

### En vivo
- The Lemon Tree (2008) AUS #71

### Recopilatorios
- Daryl Braithwaite… Best Of (1978)
- Higher Than Hope (1991)
- Six Moons: The Best of 1988-1994 (1994) AUS #31
- Afterglow: The Essential Collection 1971–1994 (2002)
- The Essential Daryl Braithwaite (2007)